# Petrowskya hiberna
Petrowskya hiberna là một loài bướm đêm trong họ Noctuidae.